# Turnera amapaensis
Turnera amapaensis là một loài thực vật có hoa trong họ Lạc tiên. Loài này được R.S.Cowan miêu tả khoa học đầu tiên năm 1957.